# Hărmăneștii Vechi
Hărmăneștii Vechi – wieś w Rumunii, w okręgu Jassy, w gminie Hărmănești. W 2011 roku liczyła 1065 mieszkańców.